# Frankenstein (Bad Salzungen)
Der Frankenstein ist ein 342,7 m hoher Berg am nördlichen Stadtrand von Bad Salzungen im Wartburgkreis in Thüringen. Er befindet sich im Salzunger Werrabergland zwischen dem Moorgrund und dem Werratal auf der Gemarkung des Stadtteils Kloster, der seinen Namen vom am Fuße der Erhebung gelegenen, ehemaligen Kloster Allendorf erhielt. 
Der Name des Berges verweist auf die in Gipfelnähe gelegene mittelalterliche Burg Frankenstein. Den Frankenstein krönt neben der Burgruine aus dem 13. Jahrhundert, von der nur geringe Baureste sowie Gräben und Erdwälle erkennbar sind, auch eine „Kunstruine Frankenstein“ – sie wurde vom Frankenstein-Verein als Ausflugsort errichtet. Im Umfeld der Kunstruine entstanden in der DDR-Zeit ein Betriebsferienlager, Sendemasten und am Rand eines aufgelassenen, renaturierten Steinbruchs ein Hotel. 